# Alfons Jozanis
Alfons Jozanis (ur. 5 kwietnia 1894 w Pluścieju (powiat nowoaleksandrowski), zm. po 5 kwietnia 1940) – polski rolnik, agronom, działacz społeczny, poseł na Sejm Litwy Środkowej oraz na Sejm IV kadencji w II RP.

## Życiorys
Po studiach rolniczych i uzyskaniu tytułu agronoma pracował w guberni czernihowskiej w instytucjach aprowizacji armii frontowej i ludności cywilnej. 
W latach 1919–1923 prowadził własne gospodarstwo rolne. Od 1922 roku był członkiem Sejmiku Powiatowego oraz Komisji Rolnej i Szkolno-Rolnej. W tym samym roku został wybrany na posła do Sejmu Litwy Środkowej, gdzie był członkiem Klubu Grupy Włościańskiej, komisji weryfikacyjnej i Komisji Głównej.
W latach 1923–1929 pracował jaki agronom powiatowy w powiecie brasławskim, był jednocześnie członkiem zarządu i rad nadzorczych spółdzielni mleczarskich, Kas Stefczyka i spółdzielni „Rolnik” w Brasławiu. Od 1929 roku był inspektorem uprawy lnu przy Wojewódzkim Towarzystwie Organizacji i Kółek Rolniczych w Wilnie, w okresie 1931–1935 był zatrudniony jako kierownik biura Wydziału Powiatowego, później naczelnik zarządu KKO w Brasławiu. Od połowy lat 30. administrował majątkiem żony, Paszki pod Nowym Pohostem. 
W wyborach parlamentarnych w 1935 roku został wybrany posłem na Sejm IV kadencji 50 989 głosami z listy państwowej z okręgu nr 48, obejmującego powiaty: dziśnieński, brasławski i postawski. W kadencji tej pracował w komisjach: rolnej, skarbowej (był zastępcą przewodniczącego). W marcu 1938 roku został wybrany do komisji specjalnej ds. oddłużenia rolnictwa. 
Podczas II wojny światowej 5 kwietnia 1940 roku został aresztowany w Paszkach przez NKWD i osadzony w więzieniu w Berezweczu, gdzie prawdopodobnie zmarł. 

## Ordery i odznaczenia
- Krzyż Oficerski Orderu Odrodzenia Polski (11 listopada 1937)[5]
- Srebrny Krzyż Zasługi (15 kwietnia 1929)[6]

## Życie prywatne
Alfons Jozanis ożenił się z Marią Poklewską-Koziełł (1900–1942), deportowaną wraz z dziećmi w kwietniu 1940 roku z rodzinnych Paszek do Pawłodaru, skazaną na 5 lat obozu pracy, zmarłą w Karagandzie.